# Miribel (Drôme)
Pour les articles homonymes, voir Miribel.
Miribel est une ancienne commune française située dans le département de la Drôme en région Auvergne-Rhône-Alpes.
Depuis le 1er janvier 2019, elle est une commune déléguée de Valherbasse.
Ses habitants sont dénommés les Miribelois.

## Géographie

### Localisation
Miribel est située à 10 km d'Hauterives et à 15 km de Saint-Donat-sur-l'Herbasse.

## Urbanisme

### Morphologie urbaine

#### Quartiers, hameaux et lieux-dits
- L'Abandonnière, bois de la commune de Miribel[1]

## Toponymie

### Attestations
Dictionnaire topographique du département de la Drôme :
- 1160 : mention de l'église Saint-Sévère : ecclesia Sancti Severi (cartulaire de Romans, 117).
- 1164 : Mirabel (cartulaire de Romans, 307).
- 1221 : de Mirebello (cartulaire des hospitaliers, 55).
- 1251 : castrum de Miribello en Valclareys (actes capit. de Vienne, 93).
- 1253 : Miribellum in Valle Clarensi (actes capit. de Vienne, 97).
- 1273 : castra de Miribel en Valclayreu (actes capit. de Vienne, 106).
- 1355 : Mirabellum Vallem Chairesii (sic) (Duchesne, Comtes de Valentinois, 33).
- 1361 : Miribellum Vallis Cleresis (archives de la Drôme, E 3584).
- 1366 : castrum Miribelli Vallis Clareysii (choix de documents, 197).
- 1442 : castrum Mirabelli in Valle Clareysio (choix de documents, 281).
- 1640 : mention de l'église : Saint-Sevest de Miribel en Valclérieux (archives de la Drôme, C 806).
- 1891 : Miribel, commune du canton de Parnans.

## Histoire

### Du Moyen Âge à la Révolution
La seigneurie :
- Au point de vue féodal, la terre (ou seigneurie) était un fief de l'église archiépiscopale de Vienne et un arrière-fief de la baronnie de Clérieux.
- Premièrement possédée par une famille de son nom. Une partie de la terre appartient toujours aux Miribel en 1333.
- Début XIIIe siècle : possession des Moirenc.
- XIVe siècle : possession des Clérieux.
- 1323 : la terre est donnée aux comtes de Valentinois qui l'intégreront dans l'apanage des Poitiers-Saint-Vallier.
- Le dernier Poitiers-Saint-Vallier vend Miribel aux Gondoin.
- 1540 : la seigneurie est vendue aux Monteux.
- 1581 : elle passe (par mariage) aux Rostaing.
- 1685 : elle est donnée aux Beaumont, derniers seigneurs (voir Onay).

Avant 1790, Miribel était une communauté de l'élection et subdélégation de Romans et du bailliage de Saint-Marcellin.

Elle formait une paroisse du diocèse de Vienne dont l'église, dédiée à saint Sévère, dépendait du chapitre de Romans qui y prenait la dîme et présentait à la cure.

### De la Révolution à nos jours
En 1790, Miribel forme, conjointement avec Onay, une municipalité du canton de Montmiral. La réorganisation de l'an VIII (1799-1800) en fait une commune du canton de Romans.
Le 1er janvier 2019, elle fusionne avec Montrigaud et Saint-Bonnet-de-Valclérieux pour constituer la commune nouvelle de Valherbasse dont la création est actée par un arrêté préfectoral du 28 août 2018.

## Politique et administration

### Liste des maires (jusqu'en 2019)
| Période                                                                      | Période      | Identité                  | Étiquette | Qualité     |
| ---------------------------------------------------------------------------- | ------------ | ------------------------- | --------- | ----------- |
| Les données manquantes sont à compléter. : de la Révolution au Second Empire |              |                           |           |             |
| 1790                                                                         | 1871         | ?                         |           |             |
| Les données manquantes sont à compléter. : depuis la fin du Second Empire    |              |                           |           |             |
| 1871                                                                         | 1874         | ?                         |           |             |
| 1874                                                                         | 1878         | ?                         |           |             |
| 1878                                                                         | 1884         | ?                         |           |             |
| 1884                                                                         | 1888         | ?                         |           |             |
| 1888                                                                         | 1892         | ?                         |           |             |
| 1892                                                                         | 1896         | ?                         |           |             |
| 1896                                                                         | 1900         | ?                         |           |             |
| 1900                                                                         | 1904         | ?                         |           |             |
| 1904                                                                         | 1908         | ?                         |           |             |
| 1908                                                                         | 1912         | ?                         |           |             |
| 1912                                                                         | 1919         | Constant Xavier Chatenier |           |             |
| 1919                                                                         | 1925         | ?                         |           |             |
| 1925                                                                         | 1929         | ?                         |           |             |
| 1929                                                                         | 1935         | ?                         |           |             |
| 1935                                                                         | 1945         | ?                         |           |             |
| 1945                                                                         | 1947         | ?                         |           |             |
| 1947                                                                         | 1953         | ?                         |           |             |
| 1953                                                                         | 1959         | ?                         |           |             |
| 1959                                                                         | 1965         | ?                         |           |             |
| 1965                                                                         | 1971         | ?                         |           |             |
| 1971                                                                         | 1977         | ?                         |           |             |
| 1977                                                                         | 1983         | ?                         |           |             |
| 1983                                                                         | 1989         | ?                         |           |             |
| 1989                                                                         | 1995         | ?                         |           |             |
| 1995                                                                         | 2001         | ?                         |           |             |
| 2001                                                                         | 2008         | ?                         |           |             |
| 2008                                                                         | 2014         | Pierre Mottin             |           |             |
| 2014                                                                         | 2009 (01-01) | Jean-Louis Vassy          |           | agriculteur |

## Population et société

### Démographie
L'évolution du nombre d'habitants est connue à travers les recensements de la population effectués dans la commune depuis 1800. Pour les communes de moins de 10 000 habitants, une enquête de recensement portant sur toute la population est réalisée tous les cinq ans, les populations de référence des années intermédiaires étant quant à elles estimées par interpolation ou extrapolation. Pour la commune, le premier recensement exhaustif entrant dans le cadre du nouveau dispositif a été réalisé en 2007.

En 2016, la commune comptait 296 habitants, en évolution de +12,55 % par rapport à 2010 (Drôme : +2,64 %, France hors Mayotte : +2,11 %).
| 1800 | 1806 | 1821 | 1831 | 1836 | 1841 | 1846 | 1851 | 1856 |
| ---- | ---- | ---- | ---- | ---- | ---- | ---- | ---- | ---- |
| 327  | 446  | 463  | 431  | 397  | 457  | 429  | 494  | 470  |

| 1861 | 1866 | 1872 | 1876 | 1881 | 1886 | 1891 | 1896 | 1901 |
| ---- | ---- | ---- | ---- | ---- | ---- | ---- | ---- | ---- |
| 473  | 472  | 443  | 442  | 408  | 415  | 408  | 390  | 380  |

| 1906 | 1911 | 1921 | 1926 | 1931 | 1936 | 1946 | 1954 | 1962 |
| ---- | ---- | ---- | ---- | ---- | ---- | ---- | ---- | ---- |
| 373  | 343  | 285  | 296  | 284  | 270  | 226  | 233  | 220  |

| 1968 | 1975 | 1982 | 1990 | 1999 | 2006 | 2007 | 2012 | 2016 |
| ---- | ---- | ---- | ---- | ---- | ---- | ---- | ---- | ---- |
| 213  | 216  | 202  | 163  | 200  | 238  | 244  | 285  | 296  |

### Manifestations culturelles et festivités
Fête communale (en 1992) : deuxième dimanche de septembre.

## Économie

### Agriculture
En 1992 : polyculture.
La commune possède une scierie[réf. nécessaire].

## Culture locale et patrimoine

### Lieux et monuments
- Tour du XIIIe siècle[8] : vestige du château féodal[réf. nécessaire].
- Église Saint-Sévère du XIIIe siècle : église romane avec un chevet et un chœur gothique[réf. nécessaire].
- Maison forte du Bouchet (fin XVe siècle)[réf. nécessaire].
- Château de Miribel (Château Deveau)[9] : ancienne maison forte[8].

### Personnalités liées à la commune
- Louis Henri François de Luzy-Pelissac (1797-1869), général et homme politique né et décédé à Miribel, député de la Drôme puis sénateur.
- Constant Chatenier : botaniste[10], né le 18 avril 1849 à Miribel (Drôme) et mort le 6 mars 1926 dans la même commune.

### Héraldique, logotype et devise
|  | Miribel (Drôme) possède des armoiries dont l'origine et le blasonnement exact ne sont pas disponibles. |